# Zádiel
Zádiel este o comună slovacă, aflată în districtul Košice-okolie din regiunea Košice. Localitatea se află la altitudinea de 246 m deasupra n.m., se întinde pe o suprafață de 3,52 km2 și în 2017 număra 155 de locuitori.

## Istoric
Localitatea Zádiel este atestată documentar din 1314.

## Demografie
| An:                | 1994 | 2004   | 2014    | 2024   |
| ------------------ | ---- | ------ | ------- | ------ |
| Număr de persoane: | 194  | 199    | 168     | 147    |
| Diferență:         |      | +2,57% | −15,57% | −12,5% |

| An:                | 2023 | 2024   |
| ------------------ | ---- | ------ |
| Număr de persoane: | 153  | 147    |
| Diferență:         |      | −3,92% |